# خانه گل عنبر
خانه آقای گل عنبر مربوط به دوره قاجار است و در کرمانشاه، محله قدیمی جلوخان، خیابان مدرس، کوچه وکیل الدوله واقع شده و این اثر در تاریخ ۲ اسفند ۱۳۷۶ با شمارهٔ ثبت ۱۹۵۹ به‌عنوان یکی از آثار ملی ایران به ثبت رسیده است.